# Разафиндратандра, Арман Гаэтан
Арман Гаэтан Разафиндратандра (фр. Armand Gaétan Razafindratandra; 7 августа 1925, Амбохималаза, Мадагаскар — 9 января 2010, Антананариву, Мадагаскар) — мадагаскарский кардинал. Епископ Махадзанги с 27 апреля 1978 по 3 февраля 1994. Архиепископ Антананариву с 3 февраля 1994 по 7 декабря 2005. Кардинал-священник с титулом церкви Санти-Сильвестро-э-Мартино-ай-Монти с 26 ноября 1994.